# 入江稔夫
入江 稔夫（いりえ としお、1911年（明治44年）11月5日 - 1974年（昭和49年）5月8日）は、日本の水泳選手。大阪府高槻市出身。1932年ロサンゼルスオリンピック100メートル背泳ぎで銀メダルを獲得。

## 経歴
1924年（大正13年）に茨木中学（現・大阪府立茨木高等学校）に入学。三年生時に早くも背泳ぎの日本新記録を作る。その後、早稲田大学理工学部に進学して卒業。1932年、ロサンゼルスオリンピック100メートル背泳ぎで銀メダルを獲得。このとき、金メダルの清川正二、銅メダルの河津憲太郎と共に日本選手で表彰台を独占した。日本初の快挙である。現役引退後は運搬用つり具の製造販売を行うイーグルグランプ社に入り取締役を務めた。1974年5月8日、高槻市にて死去。享年62。